# À dix minutes des naturistes
Pour plus de détails, voir Fiche technique et Distribution.
À dix minutes des naturistes est un téléfilm français réalisé par Stéphane Clavier et diffusé le 11 juin 2012 sur TF1.

## Synopsis
Une famille de concierges bruxellois profite de l'absence de ses patrons pour échanger une belle propriété contre une villa de vacances à l'île du Couchant. Ils ignoraient juste un petit détail : l'île du Couchant, c'est 100 % naturiste. Pendant ce temps, les "Couchantains" débarquent à Bruxelles pour promouvoir une directive qui pourrait bien déshabiller toute l'Europe.
On peut remarquer une transposition de noms : l'Île du Levant possède un important domaine naturiste.

## Fiche technique
- Réalisation : Stéphane Clavier
- Scénario : Jean-Luc Goosens
- Photographie : Jean-Claude Larrieu
- Son: Philippe Vandendriessche
- Musique : Brice Davoli
- Sociétés de production : TF1, uFilm
- Genre : Comédie
- Durée : 105 minutes
- Date de diffusion : 11 juin 2012 sur TF1
- Date de rediffusion : 22 mai 2015 sur HD1

## Distribution
- Lionel Abelanski : Michel Morin
- Christine Citti : Valérie Morin
- Macha Méril : Suzy Dulac, tante de Patrick
- Catherine Jacob : Solange Langlois
- Philippe Magnan : Édouard Langlois
- Christian Marin : Voisin au balcon
- Nicole Shirer : Marguerite, voisine au balcon
- Bruno Ricci : Patrick Dulac
- Maëva Pasquali : Laure Dulac
- Jean-Baptiste Fonck : Sam Morin
- Marie Pape : Catherine, naturiste
- Hugues Hausman : Pierre, Président de l'ADN (Association pour le Droit à la Nudité / Association Des Nudistes)
- Alain Leempoel : Pierre-Jean Delavignette, voisin
- Cécile Vangrieken : Dr Marie-Noëlle Delavignette, voisine gynécologue
- Laurent Van Wetter : Docteur Laville, chirurgien esthétique
- Joséphine De Renesse : Fonctionnaire hôtel de ville
- Éric De Staercke : Bourgmestre
- Jean-Pierre Denuit : Policier parlement
- Laurent D'Elia : Policier commissariat
- Maïlyse Hermans : Prostituée
- Catherine Bary : Femme apéronu
- Jacky Druaux : Eurodéputé apéronu
- Laurence Briand : Journaliste apéronu
- Jean-Louis Barcelona : Marcel, tenancier du bazar, membre de l'ACN (Association des Culs Nus)
- Emmanuel Quatra : Guillaume, chef cuistot Couchant
- Xavier-Adrien Laurent : Gardien plage
- Fabrice Roux : Policier Couchant
- Prune Richard : Léa

## Audiences
Diffusé le 11 juin 2012 sur TF1, le téléfilm attire 6,741 millions de téléspectateurs, soit 25,6 % de parts de marché.

## Récompense
- 2013 : Trophées du Film français : Trophée de la fiction unitaire